# اینترکورس (آلاباما)
اینترکورس (به انگلیسی: Intercourse) یک منطقهٔ مسکونی در ایالات متحده آمریکا است که در شهرستان سومتر، آلاباما واقع شده‌است. اینترکورس ۱۰۷ متر بالاتر از سطح دریا واقع شده‌است.